# Syzygium cuneatum
Syzygium cuneatum là một loài thực vật có hoa trong Họ Đào kim nương. Loài này được Brahmam & H.O.Saxena miêu tả khoa học đầu tiên năm 1981.